# Johann Caspar Altenauer
Johann Caspar Altenauer (* 1683 in Hochheim; † 15. April 1766 in Mainz) war ein kurfürstlicher Stückhauptmann und Schildwirt.

## Leben
Mit dem Titel eines Kurmainzischen Stückhauptmanns beziehungsweise Hauptmanns der Artillerie war Altenauer für die Verteidigung der Festung Mainz mitverantwortlich. Als Schildwirt durfte er, im Gegensatz zum Wirt einer Gassen- oder Besenwirtschaft oder einer Trinkstube, seine Gäste auch beherbergen und ganzjährig mit warmen Essen versorgen. Daneben machte er sich zusammen mit Johann Peter Schick durch die Stiftung zur Verbesserung des Schulwesens für Mädchen in Mainz einen Namen. Das Zeitalter der Aufklärung war insgesamt durch Reformen in der Gesamtkirche, in der Gesellschaft und der Schul- und Klosterpolitik geprägt. Durch sein Testament wurde der so genannte Altenauer Schulfonds zugunsten der Schule der Englischen Fräulein, heute Maria-Ward-Schule begründet. Das Vermögen bestand aus einem Wohnhaus aus dessen Mieteinnahmen die Mainzer Schulen gefördert werden sollen.
Johann Caspar Altenauer starb am 14. August 1766 in Mainz. Nach ihm ist die Altenauergasse (Lage in Mainz) in der Mainzer Altstadt benannt.